# 羅復仁
羅 復仁（ら ふくじん、1298年 - 1371年）は、明初の官僚。本貫は吉州吉水県。

## 生涯
若くして学問をたしなみ、陳友諒に召し出されて翰林院編修となった。ほどなく出奔した。九江で朱元璋の謁見を受け、側近に留め置かれた。鄱陽湖の戦いに従軍し、封書をもって江西の諸州に降るよう説得し、中書諮議に任じられた。さらに武昌包囲に参加した。朱元璋は陳理を降伏させようと、陳友諒の旧臣だった復仁を派遣して入城させ説得させた。復仁は陳理に会うと大泣きし、朱元璋の意を伝え、「降伏しなければ皆殺しになります。城中の民に何の罪がありましょうか」といった。陳理はその言を聞き入れ、部下を率いて降伏した。
復仁は国子助教に転じ、老齢のため特別に小車に乗る権利を認められて出入りした。ほどなくココ・テムルに対する使者をつとめた。1368年（洪武元年）、翰林院編修に抜擢された。1369年（洪武2年）、兵部主事の張福とともにベトナムの陳朝への使者として赴き、チャンパ王国と停戦するよう説得した。陳日熞は洪武帝（朱元璋）の詔を受け取ると、復仁に金や貝や土産物を厚く贈ろうとしたが、復仁は全て受け取らなかった。1370年（洪武3年）、弘文館が置かれると、復仁は劉基とともに弘文館学士となった。洪武帝の前で率直に利害を説き、帝もかれの実直さを喜んで「老実羅」と呼び、名で呼ぶことはなかった。洪武帝が復仁の家に行幸したことがあったが、土壁の粗末な家で、切り株に帝を座らせた。洪武帝は「賢士がどうしてこのようなところに住むべきだろうか」といって、南京城中に邸宅を賜った。ほどなく致仕を願い出て、辞去にあたって大布衣を賜った。まもなくまた召し出されて上京した。江西での秋の収穫減少を報告した。3カ月間南京に留まって帰郷した。1371年（洪武4年）4月丁酉、死去した。享年は74。
孫に羅汝敬があった。